# Breedhoornmestkever
De breedhoornmestkever (Onthophagus fracticornis) is een keversoort uit de familie bladsprietkevers (Scarabaeidae) en het geslacht hoornmestkevers.

## Uiterlijke kenmerken
De breedhoornmestkever is donker gekleurd en heeft gevlekte lichtbruine dekschilden (elytra). De kop en halsschild (pronotum) hebben een zwakke metaalglans. De kever is 7 tot 9,5 millimeter groot.

### Gelijkende soorten
De breedhoornmestkever lijkt sterk op O. similis, die voorheen als dezelfde soort werd beschouwd. Deze is gemiddeld kleiner: 4,5 tot 7 millimeter. O. coenobita is ook een algemene hoornmestkever in het leefgebied van de breedhoornmestkever, maar heeft een glanzender kop en minder sterk gevlekte dekschilden.

## Verspreiding en leefgebied
De breedhoornmestkever is een wijdverspreide soort in het westelijke Palearctisch gebied. Het verspreidingsgebied loopt van Portugal tot de Kaspische Zee en van de Middellandse Zee tot de Britse Eilanden en het zuiden van Scandinavië. Ook komt de kever voor in Klein-Azië, Oekraïne, Syrië, Iran en het westen van Noord-Afrika. Hij komt voor op diverse soorten grond, meestal op goed gedraineerde weilanden. De kever lijkt een voorkeur te hebben voor hellingen.

## Leefwijze
De volwassen kevers zijn het hele jaar door aanwezig en leven van de vroege lente tot in de herfst bovengronds. Ze zijn het actiefst in de paringstijd in april en mei en in augustus en september, de periode waarin de nieuwe generatie verschijnt.
Na de paring graaft het vrouwtje direct een nest onder verse mest, meestal van runderen, schapen of paarden. Het nest bestaat uit een vertakt hol, meestal tussen de twintig en dertig centimeter diep. Tijdens het graven ruimt het mannetje de uitgegraven grond uit. Wanneer het nest bijna is voltooid rolt het mannetje mestballetjes die het vrouwtje in elke kamer legt. In elk balletje wordt een ei gelegd. De larven ontwikkelen zich in de lente en zomer. De vervelling kent drie stadia (instars). De verpopping gebeurt in juli en augustus. Daarna zijn de nieuwe kevers bovengronds actief tot de herfst, waarna ze ondergronds overwinteren.